# Cullinan (Zuid-Afrika)
Cullinan is een plaats in de Zuid-Afrikaanse provincie Gauteng.
Cullinan telt ongeveer 9.000 inwoners en is vooral bekend als vindplaats van de Cullinan-diamant, de grootste diamant die tot nu toe gevonden is.

## Subplaatsen
Het nationaal instituut voor de statistiek, Stats SA, deelt sinds de census 2011 deze hoofdplaats in in 3 zogenaamde subplaatsen (sub place), waarvan de grootste is:
Cullinan SP.

## Zie ook

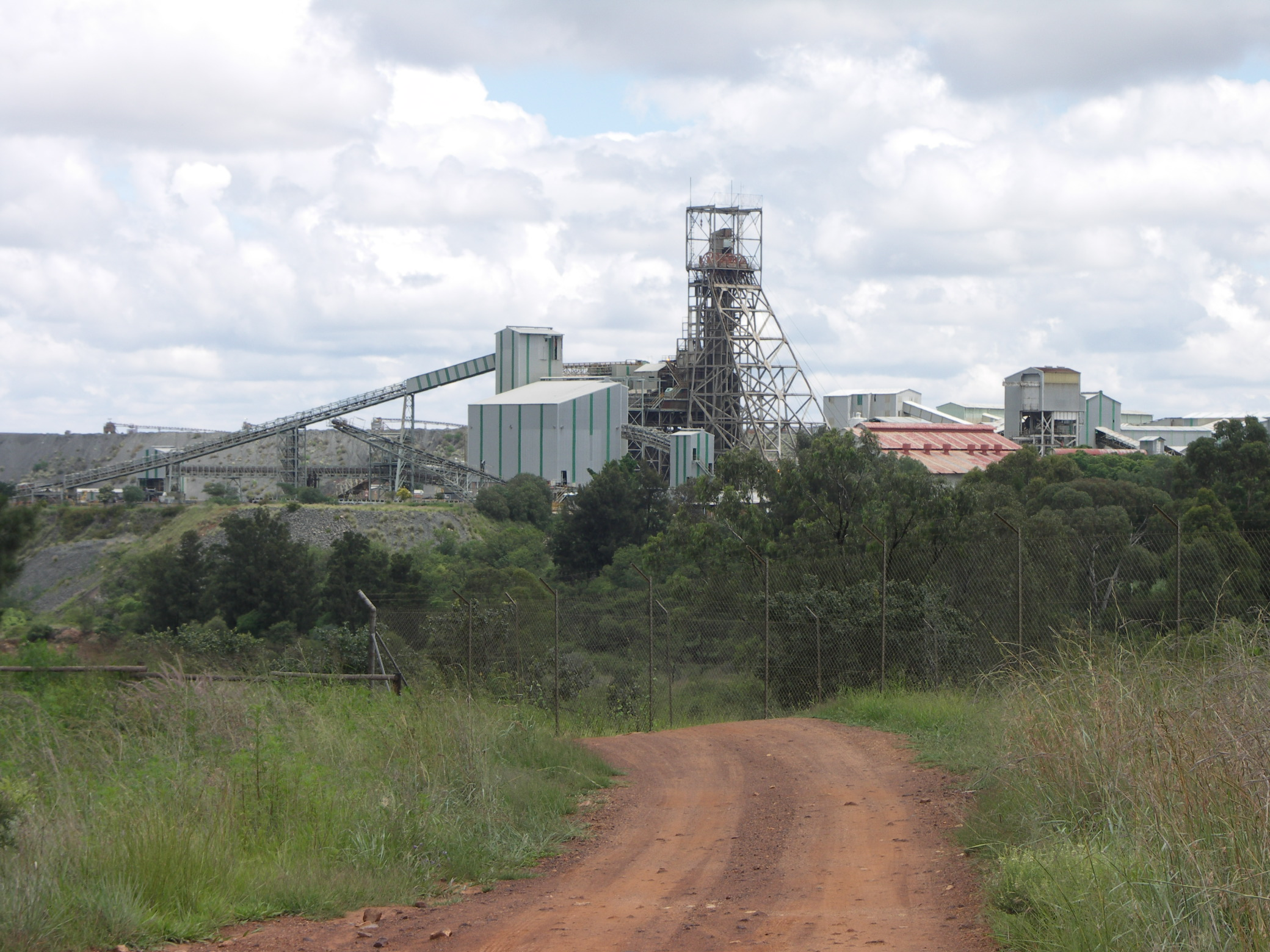
Mijn bij Cullinan